# Metteur en scène
Pour le film de 1930, voir Le Metteur en scène.
Au théâtre, un metteur en scène ou une metteuse en scène, est l'organisateur et le responsable de la mise en scène d'une œuvre dramatique ou lyrique, c'est-à-dire de tous les éléments qui composent le spectacle : jeu des acteurs, rythmes, espaces, décors, lumières, etc. Au cinéma, les termes de réalisateur et de cinéaste sont plus souvent utilisés et insistent sur la qualité d'auteur du metteur en scène. À la télévision, « réalisateur » est plus usité.

## Histoire
Jusqu'au début du XIXe siècle, la mise en place d'une pièce de théâtre était la responsabilité de l'auteur ou des principaux comédiens. Au XIXe siècle est née l'idée de principes dramaturgiques novateurs, à appliquer concrètement sur scène : le metteur en scène prend ainsi une particulière importance, devenant le « maître du plateau » en se distinguant progressivement du régisseur.
En France, l'émergence du metteur en scène et de la mise en scène date du succès d'André Antoine et de son Théâtre-Libre en 1887. Cette émergence est due à plusieurs facteurs : l'avènement du mouvement naturaliste, la conscience des limites théâtrales de l'époque, la volonté de réalisme artistique.
Cette transformation est aussi provoquée par l'apport de l'auteur et metteur en scène russe Constantin Stanislavski, né en 1863, qui prône une nouvelle pratique du théâtre basée sur le travail corporel, le travail physique, le refus du jeu conventionnel et l'attention à la situation psychologique des personnages.
Antoine, pour sa part, veut pour ses acteurs un jeu qui s'éloigne des anciennes conventions dramatiques, et qui aille vers le naturel et le réalisme.

« Quelques années après avoir créé la fonction artistique du metteur en scène au théâtre, en ouvrant le Théâtre Libre et en y signant ses premiers spectacles, Antoine définit en 1903 la mise en scène comme une « besogne », qui se divise en deux parties : « l'une, toute matérielle, c'est-à-dire la constitution du décor servant de milieu à l'action, le dessin et le groupement des personnages ; l'autre, immatérielle, c'est-à-dire l'interprétation et le mouvement du dialogue ». Il attribue ainsi, et pour longtemps, à la mise en scène une dimension créatrice, qui vient doubler le champ de la technique et du savoir-faire dans lequel elle avait été jusqu'alors limitée. Désormais, la mise en scène couvre tous les domaines du théâtre, depuis le décor et les acteurs jusqu'à l'interprétation du texte. C'est l'ouverture de ce qu'on va appeler « l'ère du metteur en scène », qui, à bien des égards, définit le XXe siècle théâtral, en France comme en Europe. »

— Catherine Naugrette
Au XXe siècle, pour Charles Dullin, le metteur en scène est « celui qui, par son art personnel, apporte à l'œuvre écrite par le poète une vie scénique qui en fait ressortir les beautés sans jamais en trahir l'esprit ».
La première mention « officielle » du métier du metteur en scène en France apparaît dans le décret du 7 juillet 1941 promulgué par le Régime de Vichy, qui établit le Comité d'organisation des entreprises du spectacle.